# Río San Mateo (Chapare)
Río San Mateo ist ein Fluss im Departamento Cochabamba in Bolivien, der sich bei der Stadt Villa Tunari mit dem Río Espíritu Santo zum Río Chapare vereinigt, welcher der Provinz und der ganzen Region ihren Namen gegeben hat.

## Verlauf
Der Río San Mateo fließt auf seiner gesamten Länge im Grenzgebiet zwischen der Provinz Chapare und der Provinz Tiraque. Er entspringt auf einer Höhe von 4400 m am Cerro Yurac-Kase am Südrand der Serranía de Callejas im südwestlichen Teil der Provinz Tiraque. Von dort aus fließt er als kleiner Bachlauf zuerst in nördlicher Richtung und überschreitet schon nach fünf Kilometern die Grenze zum Municipio Villa Tunari in der Provinz Chapare. Von hier aus fließt er bis zur Vereinigung mit dem Río Ivirizu in nordöstlicher Richtung, von Kilometer 35 bis Kilometer 53 bildet der Fluss die Grenze zwischen den beiden Provinzen Chapare und Tiraque. Bei Kilometer 41 wird der noch schmale Flusslauf von der einzigen Brücke auf seinem gesamten Weg überquert, einer Brücke von 2,50 Meter Breite und zwanzig Meter Länge. Bei Kilometer 53 vereinigt sich der San Mateo mit dem Flusslauf des Río Ivirizu und fließt auf den dann noch folgenden dreizehn Kilometern bis zur Stadt Villa Tunari in einem weiten, bis zu mehr als einem Kilometer breiten Flussbett in weitgehend nördlicher Richtung.
Nach insgesamt 66 Kilometern vereinigt sich der Río San Mateo schließlich mit dem Río Espíritu Santo.

## Nebenflüsse
Zu den Zuflüssen gehören (flussabwärts):
- Río San Miguel (rechts)
- Río Jatún (rechts)
- Río Chillahuara (rechts)
- Río Tres Tetillas (rechts)
- Río San Rafael (links)
- Río Ivirizu (rechts)
- Río Espíritu Santo (links)